# Grafschaft Autun
Die Grafschaft Autun um die Stadt Autun existierte seit dem 5. Jahrhundert, erst unter römischer, dann burgundischer und schließlich, ab 534, unter fränkischer Oberhoheit.
Die fränkische Grafschaft fand ihr Ende mit der Thronbesteigung des Grafen Boso von Vienne im Königreich Burgund 879. Autun wurde danach – gemeinsam mit Auxerre und Chalon – einer der Kerne des späteren Herzogtums Burgund.
Grafen von Autun waren:
- Gregor von Langres, comes (nicht Graf im mittelalterlichen Sinn) von Autun, Bischof von Langres (506/07–539/540), Urgroßvater von Gregor von Tours
- Childebrand (II), † vor 818, 796 missus im Autunois, Graf, Herr von Perrecy (Arnulfinger)
- Theodoricus (Dietrich) I., † vor 804, Graf von Autun, ⚭ Aldana, † vor 804, vielleicht Tochter Karl Martells – Theodoricus und Aldana sind die Eltern von Wilhelm von Gellone (auch „Wilhelm der Heilige von Aquitanien“)
- Teudoinus, Sohn von Theodoricus I., Graf von Autun 804/826
- Theodoricus II., 816/821, Sohn von Teudoinus
- Theodoricus III., † kurz nach 826, Sohn von Wilhelm von Gellone, Graf von Autun
- Bernhard, 804/844, Bruder von Theodoricus III., bis 830 Graf von Autun, bis 831 Markgraf von Septimanien
- Bernard Plantevelue, † 885/886, Sohn Bernhards, Graf von Autun 864/869, 864/874 Graf von Rodez, nach 872 Graf von Auvergne
- Odo, † 870, Graf von Mâcon, Dijon und Autun
- Eccard, 873 missus im Autunois und Mâconnais, Enkel Childebrands (Arnulfinger)
- Bernhard „le Veau“, † 872 von Bernhard Plantevelue ermordet, 868 Graf von Autun und Markgraf, Sohn Eccards (Arnulfinger)
- Theoderich „le Trésorier“ (* um 810, † 882/883), 878 Graf von Autun mit dem Auftrag, Bernhard von Gothien zu vertreiben, Bruder Eccards (Arnulfinger),
- Richard der Gerichtsherr, † 921, Graf von Autun 876, Graf von Auxerre, Troyes, Nevers, Sens, 921 Herzog von Burgund, Schwager von Eccard und Theoderich (Buviniden)
- Giselbert, † 956, Graf von Autun, 923 Herzog von Burgund